# Rafael Nazaryan
Rafael Nazaryan, né le 26 mars 1975 à Erevan en Arménie, est un footballeur international arménien, devenu entraîneur à l'issue de sa carrière, qui évoluait au poste de milieu défensif.
Il compte 23 sélections et 1 but en équipe nationale entre 1997 et 2007.

## Biographie

### Carrière de joueur
Rafael Nazaryan dispute 17 matchs en Ligue des champions, pour deux buts inscrits, trois matchs en Coupe des coupes, deux matchs en Coupe de l'UEFA, et un match en Coupe Intertoto.

### Carrière internationale
Rafael Nazaryan compte 23 sélections et 1 but avec l'équipe d'Arménie entre 1997 et 2007.
Il est convoqué pour la première fois par le sélectionneur national Khoren Oganessian pour un match des éliminatoires de la Coupe du monde 1998 contre le Portugal le 20 août 1997 (défaite 3-1). Par la suite, le 2 février 2000, il inscrit son seul but en sélection contre la Moldavie, lors d'un match amical (victoire 2-1). Il reçoit sa dernière sélection le 28 mars 2007 contre la Pologne (défaite 1-0).

## Palmarès
- Avec l'Ararat Erevan
  - Champion d'Arménie en 1993
  - Vainqueur de la Coupe d'Arménie en 1993, 1994, 1995 et 1997.
- Avec le Tsement Ararat
  - Vainqueur de la Coupe d'Arménie en 1999.
- Avec le Pyunik Erevan
  - Champion d'Arménie en 2001, 2003, 2005, 2006 et 2007
  - Vainqueur de la Supercoupe d'Arménie en 2004, 2005 et 2007